# Tu viện dòng Thánh Phaolô (Sài Gòn)

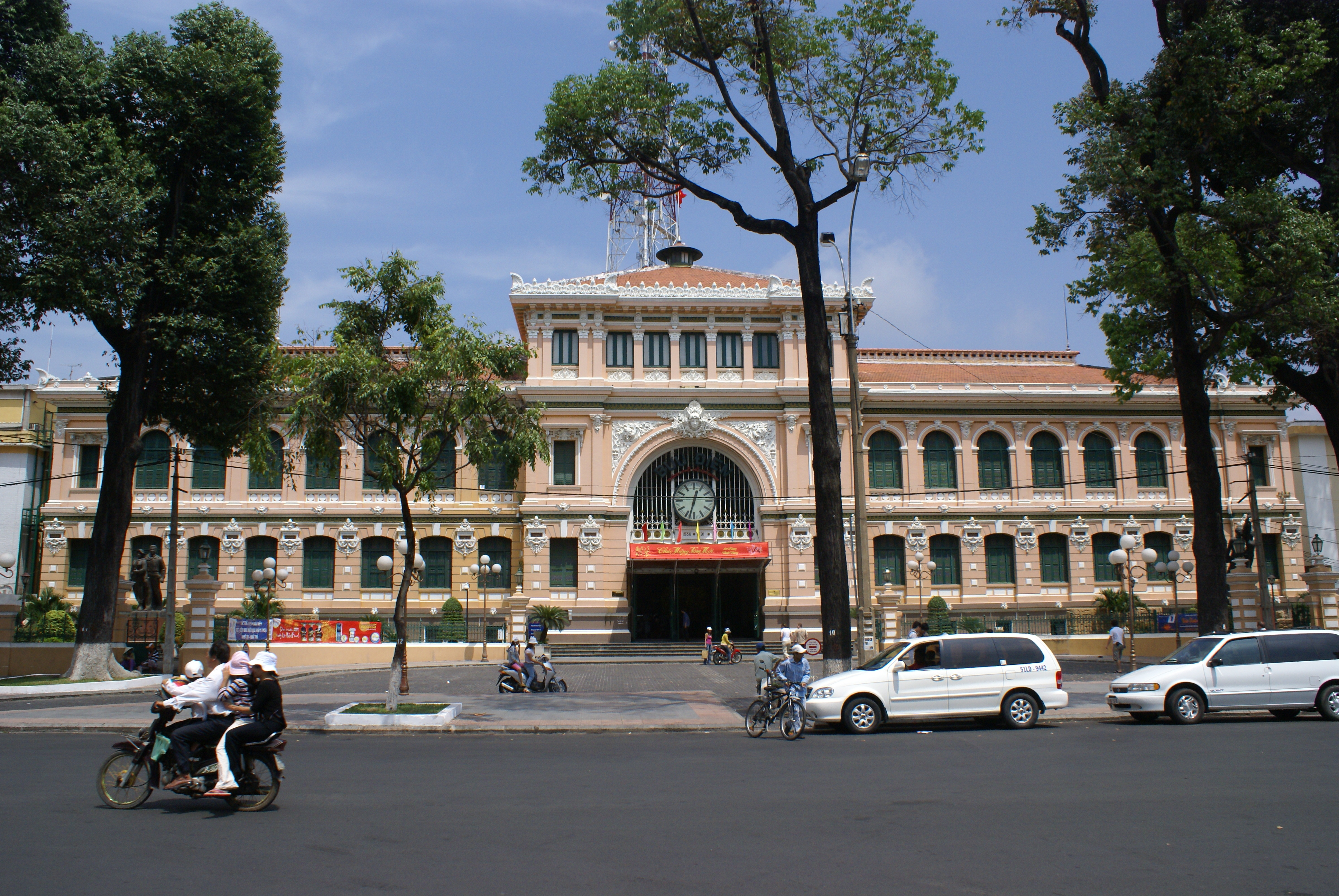
Central Post Office, Ho Chi Minh City

Tu viện dòng Thánh Phaolô là một nữ tu viện thuộc Dòng Thánh Phaolô thành Chartres nằm ở số 4 đường Tôn Đức Thắng, phường Sài Gòn, Thành phố Hồ Chí Minh. Tu viện do Nguyễn Trường Tộ thiết kế, mang phong cách kiến trúc cổ điển Pháp, chủ yếu do các binh lính khi đó xây dựng và hoàn thành ngày 10 tháng 8 năm 1864. Đây được xem là công trình kiến trúc kiên cố đầu tiên do một kiến trúc sư người Việt thiết kế.
Nhà nguyện chính của tu viện được trang trí công phu, trần cao gốm nhiều múi cong. Các cửa ở bên cũng có các bức phù điêu, hoa văn. Tu viện chỉ có các sinh hoạt tôn giáo nội bộ dành cho các nữ tu nhưng có thánh lễ duy nhất dành cho giáo dân vào lúc 7 giờ 30 sáng Chúa Nhật.